# Губин, Георгий Викторович
Губин Георгий Викторович (род. 1 августа 1931, Котельниковский, Нижне-Волжский край) — советский и украинский учёный, инженер-металлург. Доктор технических наук (1971), профессор (1972), академик Академии горных наук Украины (1992). Лауреат Государственной премии Украины в области науки и техники (2015).

## Биография
Родился 1 августа 1931 года в городе Котельниково (ныне в Волгоградской области России).
В 1954 году окончил Московский институт стали.
С 1957 года работал в научно-исследовательском и проектном институте «Механобрчермет» (Кривой Рог): в 1957—1958 годах — заведующий лабораторией механических и электрических процессов обогащения, в 1958—1961 годах — заведующий лабораторией оборудования и прямого восстановления руд, в 1961—1979 годах — заместитель директора по научно-исследовательской работе.
С 1979 года — в Криворожском техническом университете: в 1979—2001 годах — заведующий кафедрой обогащения полезных ископаемых, с 2001 года — заведующий кафедрой металлургии чёрных металлов и литейного производства.

## Научная деятельность
Изучал новый вид металлургического сырья — окатыши, исследовал обновление железных руд и концентратов неконвертируемых природным газом и проведения данного процесса в промышленных масштабах при обжиг-магнитном обогащении.
Работал над созданием технологий комплексного использования недр с применением энерго- и ресурсосберегающих и экологически чистых технологий при производстве высококачественного металлургического сырья.

### Научные труды
- Обжигмагнитное обогащение железных руд. — М., 1969 (в соавторстве).
- Окомкование тонкоизмельчённых концентратов железных руд. — М., 1971 (в соавторстве).
- Переработка и обогащение полезных ископаемых. — Кривой Рог, 1998 (в соавторстве).
- О мини-металлургических комплексах на горно-обогатительных комбинатах // Металлургическая и горнорудная промышленность. — 2003. — № 7 (в соавторстве).
- Перспективы развития технологии и процесса агломерации железорудного сырья // Сборник трудов международной научно-технической конференции «Теория и практика производства чугуна». — Кривой Рог, 2004 (в соавторстве).

## Награды
- Государственная премия Украины в области науки и техники (8 декабря 2015) — за создание и промышленное внедрение высокоэффективной техники с применением эластомерных материалов для добычи, переработки и обогащения минерального сырья[2];
- Медаль «За трудовую доблесть» (1971)[1];
- Медаль «Ветеран труда» (1986)[1];
- Медаль «Защитнику Отчизны» (1999)[1];
- Почётная грамота Кабинета Министров Украины (1999) — за значительный личный вклад в развитие золотодобывающей отрасли[1][1];
- Нагрудный знак МОН Украины «Отличник образования» (2002)[1].